# Liste von Sakralbauten in Hattingen
Die Liste von Sakralbauten in Hattingen enthält die Kirchengebäude und andere Sakralbauten in der Stadt Hattingen.

## Liste

### Christentum
Nach zeitlicher Reihenfolge sortiert:
| Bild                                   | Name                                                | Lage (Ortsteil)     | Gründung, Bauzeit | Konfession bzw. Religion | Träger                                      | Bemerkungen |
| -------------------------------------- | --------------------------------------------------- | ------------------- | ----------------- | ------------------------ | ------------------------------------------- | --- |
| St. Mauritius                          | St. Mauritius                                       | Niederwenigern      | 1147, 1861        | römisch-katholisch       | Bistum Essen                                | |
| Sankt Georg                            | Sankt Georg                                         | Mitte               | 1200, 1450        | evangelisch              | EKvW, Kirchenkreis Hattingen-Witten         | |
| Ev. Kirche Blankenstein                | Ev. Kirche Blankenstein                             | Blankenstein        | 1767              | evangelisch              | EKvW, Kirchenkreis Hattingen-Witten         | |
| St. Johannes Baptist                   | St. Johannes Baptist                                | Blankenstein        | 1794–1801         | römisch-katholisch       | Bistum Essen                                | |
| Glockenturm (Johanniskirche)           | Johanniskirche                                      | Mitte               | 1737              | evangelisch              |                                             | im Zweiten Weltkrieg 1945 zerstört, Kirchturm am Krämersdorf erhalten.                                                                                         |
| St. Peter und Paul                     | St. Peter und Paul                                  | Mitte               | 1870              | römisch-katholisch       | Bistum Essen                                | |
| t                                      | Ev. Kirche Niederwenigern                           | Niederwenigern      | 1874–1875         | evangelisch              | EKvW, Kirchenkreis Hattingen-Witten         | |
| St. Engelbert                          | St. Engelbert                                       | Niederbonsfeld      | 1899              | römisch-katholisch       | Bistum Essen                                | Das Foto zeigt die Ansicht von Kirchturm und Pfarrhaus, das direkt an die Kirche angebaut ist. Die Kirche liegt hinterm Pfarrhaus und ist hier nicht zu sehen. |
| St. Josef                              | St. Joseph                                          | Welper              | 1929              | römisch-katholisch       | Bistum Essen                                | |
| St. Mariä Empfängnis                   | St. Mariä Empfängnis                                | Bredenscheid        | 1953              | römisch-katholisch       | Bistum Essen (profaniert und 2022 verkauft) | |
|                                        | Klosterkapelle Bredenscheid                         | Bredenscheid        | 1955              | römisch-katholisch       | Bistum Essen                                | |
|                                        | Martin-Luther-Kapelle                               | Bredenscheid        | 1955              | evangelisch              |                                             | [ 1 ] |
| Neuapostolische Kirche Hattingen-Mitte | Neuapostolische Kirche Hattingen-Mitte              | Mitte               | 1955              | neuapostolisch           |                                             | |
|                                        | Kapelle Elfringhausen                               | Elfringhausen       | 1964              | evangelisch              |                                             | |
| Ev. Kirche Winz-Baak                   | Ev. Kirche Winz-Baak                                | Winz-Baak           | 1964              | evangelisch              | EKvW, Kirchenkreis Hattingen-Witten         | |
|                                        | Heilig Geist                                        | Rauendahl           | 1973              | römisch-katholisch       | Bistum Essen                                | |
|                                        | Wichern-Kirche                                      | Bredenscheid-Stüter | 1984              | evangelisch              | EKvW, Kirchenkreis Hattingen-Witten         | |
|                                        | Kapelle im St. Elisabeth-Krankenhaus Niederwenigern | Niederwenigern      | ?                 | römisch-katholisch       | Bistum Essen                                | |

### Islam
Es gibt eine von DİTİB getragene Moschee an der Martin-Luther-Straße.